# 岩田有以
岩田 有以（いわた ゆい、1982年6月8日 - ）は千葉県出身の女優である。無所属。血液型はB型。

## 出演

### テレビ
- 白鳥麗子でございます!
- 東芝日曜劇場　冠婚葬祭部長
- うたのなる木
- ウルトラマンネクサス

### 映画
- 愛の言霊 （2007年） - 北垣裕子 役

### ネットテレビ
- ラグナロクch（GyaO）

### ビデオ・DVD
- トイレの花子さん
- 愛の言霊

### 写真集
- ガラスの動物園
- NIGHT HEAD

### CD
らぐな☆がーるず（乾曜子・岩田有以・虎南有香）
- 永遠のストーリー

### CM
- ミニストップ(2004年9月)
- 吉野家(2008年)
- ミサワホーム(2008年)